# Scotogramma harnardi
Scotogramma harnardi là một loài bướm đêm trong họ Noctuidae.